# Bonanza Bros.
Bonanza Bros. is een actie- en platformspel van Sega uit 1990. Het is een van de eerste computerspellen uitgebracht op het System 24-systeembord.

## Spel
Bonanza Bros. is een mix van genres die bestaat uit platform, schieten, en infiltratie. Speler 1 bestuurt de lange Robo, speler 2 bestuurt de dikke Mobo. Doel van het spel is het verzamelen van verschillende voorwerpen verspreid op elke verdieping van een gebouw die worden bewaakt door wachters. Met een verdovingspistool kan de speler een wachter tijdelijk uitschakelen. Nadat alle objecten verzameld zijn moet de weg naar de uitgang worden gevonden.
De inbrekers moeten missies voltooien in een bank, het huis van een miljonair, een casino, een muntendrukkerij, een kunstgalerie, en een treasury.
De hoofdpersonen zijn bedacht naar het voorkomen van The Blues Brothers en het videospel Keystone Kapers voor de Atari 2600.

## Platforms
| Jaar | Platform                         |
| ---- | -------------------------------- |
| 1990 | Arcade                           |
| 1991 | Master System, Mega Drive        |
| 1991 | Amiga, Atari ST                  |
| 1991 | Amstrad CPC, ZX Spectrum, X68000 |
| 1992 | Commodore 64, PC Engine          |

Het spel is later in 2004 uitgekomen in het compilatiespel Sega Ages 2500 vol. 6, en in 2006 in de Sega Mega Drive Collection voor PS2 en PSP. Het spel is in 2007 ook als Virtual Console-spel beschikbaar gekomen voor de Wii.

## Ontvangst
| Naam                     | Platform   | Score |
| ------------------------ | ---------- | ----- |
| Computer and Video Games | Arcade     | 8,3   |
| Computer and Video Games | Amiga      | 8,2   |
| Sega-16                  | Mega Drive | 8     |
| GameSpot                 | Wii        | 6,1   |
| IGN                      | Wii        | 5,5   |

## Trivia
- Robo en Mobo maken een verschijning als speelbare karakters in het spel Sonic & Sega All-Stars Racing.